# Петре, Овидиу
Овидиу Петре (рум. Ovidiu Petre род. 22 марта 1982, Бухарест) — румынский футболист, игрок сборной Румынии.

## Биография

### Клубная карьера
Петре начал свою профессиональную карьеру в футбольном клубе «Национал»  в сезоне 1999/00, дебютировав в первой команде 22 апреля 2000 года в матче с клубом «Рапид»; «Национал» проиграл матч со счётом 3:2. Первые два сезона, проведенные в «Национал», не принесли ему больших профессиональных успехов, он сыграл 10 матчей.
В 2003 году Петре перешёл в турецкий «Галатасарай», в котором отыграл два сезона. 
В 2005 году вернулся на родину и играл в течение одного сезона за «Политехнику». В августе 2006 года перешёл в «Стяуа», с которым подписал контракт сроком на 5 лет. 
В июне 2010 года перешёл в саудовский «Ан-Наср», в котором играл в течение одного сезона. По окончании сезона уехал в Италию и играл за «Модену» в течение одного сезона. Последним клубом в карьере для него стала «Политехника», где он играл два сезона и завершил карьеру.

### Карьера в сборной
Петре сыграл 23 матча за сборную Румынии и забил один гол.